# Bayonetta 2
Bayonetta 2 (ベヨネッタ 2, Beyonetta Tsū) é um jogo eletrônico de ação desenvolvido pela Platinum Games e publicado pela Nintendo para o Wii U. É a sequência do jogo Bayonetta, de 2009, foi dirigida por Yusuke Hashimoto, produzida por Atsushi Inaba sobre a supervisão do criador da série Hideki Kamiya.
O título foi anunciado durante a Nintendo Direct em 13 de Setembro de 2012.Ao contrário do primeiro jogo que foi publicado pela Sega e foi um lançamento multiplataforma para Xbox 360 e PlayStation 3, um acordo de publicação entre a Nintendo e a Platinum Games tornou o jogo exclusivo para a plataforma Wii U.
Bayonetta 2 foi lançado em setembro de 2014 no Japão e outubro de 2014 para o resto do mundo. As edições especiais incluíram um port de Bayonetta original em um disco separado dentro da unidade física. O jogo recebeu elogios da crítica de muitos críticos, elogiando o sistema de combate e melhorias gerais do primeiro jogo.
Um port para o Nintendo Switch de ambos os jogos foram lançados em fevereiro de 2018 e uma sequência intitulada de Bayonetta 3, foi anunciada na The Game Awards 2017 que será lançada para o Nintendo Switch sem data programada.

## Produção
Bayonetta 2 foi revelado durante a Nintendo Presentation em Setembro de 2012. De acordo com Atsushi Inaba, um dos directores executivos da Platinum Games, Bayonetta 2 nunca existiria se a Nintendo não fizesse uma parceria com a Platinum Games para produzir o jogo, razão pela qual, Bayonetta 2 será um exclusivo para Wii U.

## Recepção
Bayonetta 2 recebeu na sua grande maioria críticas positivas quanto a sua performance no Wii U. O site brasileiro Nerd ao Máximo deu uma nota 86 de 100 destacando que o jogo consegue andar com a narrativa de maneira satisfatória, com uma história com reviravoltas, além da suavidade dos combates, especialmente no que diz respeito a taxa de quadros por segundo. Segundo a análise "Em suma, Bayonetta 2 é uma ótima pedida tanto para os jogadores do Wii U quanto para os jogadores do Nintendo Switch (Já que ele ganhou uma versão remasterizada). Com sua ação frenética, ele consegue entrar no nicho que poucos jogos quiseram entrar no Wii U, mostrando qualidade técnica e gráfica juntas num só ser.".